# Kenny Corupe
Jonathan Kenneth Corupe, meglio noto col soprannome Kenny (Hamilton, 18 gennaio 1980), è un ex hockeista su ghiaccio canadese, di ruolo attaccante.

## Carriera

### Giovanili
Corupe, a livello giovanile, militò per diverse stagioni in Ontario Hockey League, una delle tre maggiori leghe giovanili canadesi. Per due stagioni e mezzo, dal 1997 al 2000 vestì la maglia dei Toronto St. Michael's. Nel corso della stagione 1999-2000 passò agli Owen Sound Platers, che lasciò durante quella stessa stagione, dopo 24 incontri, per approdare alla sua prima esperienza da professionista.

### Minors statunitensi
La prima squadra professionista per Corupe furono i Birmingham Bulls, in ECHL, dove giocò 6 incontri nella stagione 1999-2000. Rimarrà inizialmente nella stessa lega anche nella stagione successiva, ma con i Johnstown Chiefs. Dopo 12 incontri si prospettò la possibilità di andare a giocare nella più quotata delle minors nordamericane, la American Hockey League, e Corupe ne approfittò passando ai Saint John Flames.
Nel 2001-02 ritornerà in ECHL (Columbus Cottonmouths), ma trascorse poi parte della stagione in Central Hockey League (Odessa Jackalopes).
Nel 2002-03 Corupe firmò per i Louisiana Ice Gators, nuovamente in ECHL, giocando con la squadra di Lafayette per due stagioni.
Nel 2004 tornò ad essere sotto contratto con una squadra AHL, i Wilkes-Barre/Scranton Penguins, dividendosi però per la prima stagione tra questa squadra ed il farm team ad essa collegata in ECHL, i Wheeling Nailers. I buoni risultati ottenuti gli fecero ottenere una conferma per la stagione successiva, giocata interamente con la squadra AHL.

### In Europa
A partire dalla stagione 2006-07, Corupe si trasferì in Europa. La sua prima squadra furono gli Sportivi Ghiaccio Cortina. Con gli scoiattoli si mise in luce: fu vicecapocannoniere dietro a Mike Harder, e la squadra, grazie anche ai suoi 83 punti frutto di 35 reti e 48 assist, tornò a laurearsi campione d'Italia dopo 32 anni.
Per il 2007-08 si accasò all'Olimpija Lubiana, squadra slovena, ma che milita nella EBEL austriaca. Dopo pochi mesi, tuttavia, Corupe ritornò in Italia, stavolta all'Hockey Club Bolzano, con cui vinse il suo secondo scudetto personale. Venne confermato anche nella stagione successiva, in cui coi bolzanini si aggiudicò la supercoppa italiana (nella finale Corupe mise a segno quattro reti ed un assist), la Coppa Italia, lo scudetto e, a livello personale, la classifica marcatori.
Nella stagione 2010-11, lasciò Bolzano per tornare a giocare in Nord America negli Odessa Jackalopes della CHL, con cui raggiunse i play-off, venendo tuttavia eliminato in semifinale di conference. Dopo una sola stagione andò a giocare in Norvegia nel Lørenskog IK con i quali, nel 2013-14, venne insignito del premio di top scorer della GET-ligaen.
Nell'estate del 2014 fu operato. Il recupero tuttavia non andò come previsto e, quando fu chiaro che Coroupe avrebbe perso l'intera stagione, il contratto che lo legava al Lørenskog fu consensualmente risolto il 13 gennaio 2015.

### Dopo il ritiro
Dopo il ritiro si è dedicato all'allenamento dei giovanissimi, sia come allenatore e dirigente di diverse squadre giovanili che come animatore dei Camp Corupe.

## Palmarès

### Club
- Campionato italiano: 3

Cortina: 2006-2007
Bolzano: 2007-2008, 2008-2009
- Coppa Italia: 1

Bolzano: 2008-2009
- Supercoppa italiana: 1

Bolzano: 2008

### Individuale
- Maggior numero di reti della Serie A: 1

2008-2009 (35 reti)
- Capocannoniere della Serie A: 1

2008-2009 (84 punti)
- Capocannoniere della GET-ligaen: 1

2013-2014 (66 punti)